# Patriota (Brasil)
Patriota (PATRI, /patɾiotɐ/), anteriormente conocido como Partido Ecológico Nacional (PEN), fue un partido político de derecha brasileño. Fue registrado en el Tribunal Superior Electoral en el verano del 2012. El presidente del partido es el exdiputado estatal de São Paulo Adilson Barroso, quien antes de crear el PEN fue miembro del Partido Social Cristiano. El número de identificación del TSE (Tribunal Superior Electoral) del partido es 51.
Su plataforma incluye apoyo para políticas conservadoras, una fuerte política nacional de defensa, políticas de tolerancia cero con respecto a la violencia y el crimen, apoyo al sector agrario brasileño, el rechazo de movimientos sociales e indígenas como el MST, así como una postura anticomunista. Está en contra de la corrupción y busca defender los valores tradicionales basados en la ética cristiana. El partido tiene vínculos con las Asambleas de Dios, la denominación evangélica más grande de Brasil.

## Historia
El partido se fundó originalmente como Partido Ecológico Nacional (PEN) en 2011. El partido era un partido ecologista de centroderecha, originalmente destinado a atraer a la política ambientalista Marina Silva en caso de que su partido no obtuviera la autorización para participar en las elecciones generales de Brasil de 2014. Pero esta propuesta fracasó y el partido obtuvo una pequeña cantidad de votos en las elecciones de 2014, al tiempo que respaldó al candidato presidencial Aécio Neves.

### 2017–presente
En 2017, el PEN cambió cuando Jair Bolsonaro anunció que ingresaría al partido, en un intento por postularse para presidente en las elecciones generales de Brasil de 2018. PEN cambió su nombre a Patriota (PATRI) y abandonó sus antiguos ideales ecologistas para convertirse en un partido conservador de derecha que persigue una agenda populista de derecha, influenciada por la victoria de Donald Trump en las elecciones presidenciales de Estados Unidos de 2016 y en el Brexit. Patriota ha renunciado a sus políticas verdes y pro ecologistas en favor de sus políticas conservadoras y nacionalistas; ha mantenido y fortalecido su oposición religiosa al aborto, al matrimonio entre personas del mismo sexo y otras políticas socialmente progresistas. El acrónimo PEN también fue visto como una abreviatura de Pentecostalismo, la corriente evangélica de los fundadores de PEN, que es una corriente ideológica del partido actualmente. Desde la refundación como Patriota, el partido está haciendo más esfuerzos para apelar por un electorado cristiano más amplio, como los católicos socialmente conservadores y los protestantes tradicionales como los bautistas y presbiterianos, en lugar de ser un mero brazo político de una sola iglesia. No solo se cambió el acrónimo, sino que también se cambió la ideología, debido a que Bolsonaro ve a los ambientalistas como parte de una "conspiración contra Brasil", mientras que sus hijos Eduardo Bolsonaro y Flávio Bolsonaro son negadores del calentamiento global. Estas dos razones obligaron al partido a cambiar su nombre e ideología.
Después de un conflicto interno, en enero de 2018 Jair Bolsonaro renunció a unirse a Patriota y eligió unirse al Partido Social Liberal. Sin embargo, el partido mantuvo la propuesta de cambio de nombre y estatuto y el partido habló sobre la posibilidad de que otros dos miembros del partido postulen para la candidatura a la presidencia de la república, entre ellos el propio Adilson Barroso y el cirujano plástico Dr. Roberto M. Rey Jr., afiliado al partido desde 2016.
En 2018, Patriota lanzó al exbombero y pastor evangélico Cabo Daciolo como su candidato presidencial, sin asociarse con ningún partido político. Daciolo es conocido por sus puntos de vista políticos controvertidos, que incluyen convertir a Brasil en una teocracia cristiana.

## Ideología y políticas

### Políticas religiosas
Debido a que la mayoría de los miembros y militantes de Patriota son de diferentes ramas cristianas y antecedentes raciales, el partido condena el racismo y promueve el ecumenismo cristiano, a pesar de esto, el partido se opone a la integración con los no cristianos, principalmente ateos y musulmanes. El partido sigue una profunda orientación conservadora y fundamentalista, en contra del secularismo, el aborto, el matrimonio entre personas del mismo sexo, la adopción homoparental y las políticas a favor de la identidad de género, y se refiere a esto como "ideología de género". Pero desde entonces, el partido ha adoptado posturas más controvertidas, incluida la conversión de Brasil en un estado teocrático y la sustitución de la constitución secular de 1988 por una de orientación religiosa.

### Políticas económicas
Aunque abraza el liberalismo económico, el partido se opone a la interferencia extranjera, principalmente por parte de las empresas chinas, en la economía brasileña. El partido apoya la privatización de la mayoría de las empresas estatales brasileñas, pero también promueve una mayor interferencia del gobierno brasileño en algunos sectores, como el sector minero, y se opone a la privatización de Petrobras. Se puede considerar que la política económica del partido apoya a una economía mixta.

### Políticas de seguridad nacional
Patriota apoya un enfoque duro contra el crimen y el narcotráfico, apoyando la reducción de la edad penal mínima y favoreciendo la cadena perpetua y la pena de muerte. El partido también apoya las políticas liberales de armas, favoreciendo el transporte abierto de armas y favorece las grandes inversiones en las Fuerzas Armadas de Brasil.

## Resultados electorales

### Elecciones presidenciales
|  | 33,55 % |

|  | 48,36 % |

|  | 1,26 % |

|  | 43,20 % |

|  | 49,10 % |

### Elecciones parlamentarias
|  | 0,7 % |

|  | 1,5 % |